# Omicidio di un uomo, omicidio di una donna: pallottola nuda
Omicidio di un uomo, omicidio di una donna: pallottola nuda (やわ肌無宿 男殺し女殺し?, Yawa hada mushuku - Otoko goroshi onna goroshi) è un film del 1969 diretto da Kōji Wakamatsu ed è appartenente al genere pinku eiga.

## Trama
Sho (uno yakuza) e Misao (la compagna del suo boss), amanti e innamorati, progettano di fuggire da Tokyo e ricominciare una nuova vita, ma vengono scoperti e torturati. 5 anni dopo, mentre la ragazza è diventata una prostituta eroinomane, Sho è diventato un ganster, in procinto di effettuare un colpo che sistemerà lui e i suoi due uomini. Dopo aver rubato una valigetta con del denaro a una banda rivale, si nascondono in un appartamento e tengono sotto sequestro Akemi, la compagna del boss derubato. Durante l'attesa, gli uomini tentano in tutti i modi di far parlare la ragazza, unica persona a conoscere il nascondiglio di una partita di droga. Sho, dopo giorni e giorni di tortura e violenze sessuali ad Akemi, si innamora di lei e decide di tradire i suoi compagni e scappare con la ragazza e impossessarsi della droga. Dovrà però fare i conti con gli uomini del boss e con i suoi stessi ex amici.

## Distribuzione
In Giappone è stato distribuito a partire dall'ottobre del 1969, in Italia invece è stato trasmesso direttamente in televisione nel programma Fuori orario. Cose (mai) viste.